# 蔚山科学技術院
蔚山科学技術院（ウルサンかがくぎじゅついん、朝鮮語: 울산과학기술원、英語: Ulsan National Institute of Science and Technology）は、大韓民国の国立大学。
2009年3月に開校した、科学技術情報通信部傘下の特別法法人である。蔚山広域市蔚州郡に本部を置く。略称はUNIST（ユニスト）。

## キャンパス
キャンパス内には川が流れ、校舎は大きな湖を囲むように建てられている。川には蔚山科学技術大学校の出身者からノーベル賞受賞者が出た時に、その受賞者の名前を付ける予定の8つの橋が架けられている。

## 学部
- 工科大学
  - 機械工学科
  - 都市環境工学科
  - 新素材工学科
  - エネルギー化学工学科
  - 原子力工学科
- 情報バイオ融合大学
  - デザイン学科
  - バイオメディカル工学科
  - 生命科学科
  - 産業工学科
  - 人工知能大学院
  - 電気電子工学科
  - コンピューター工学科
- 自然科学大学
  - 物理学科
  - 数理科学科
  - 化学科
- 経営科学部

## 大学院
- 一般大学院
- 専門大学院
  - 技術経営専門大学院
  - デザイン-工学融合専門大学院
- 特殊大学院
  - 融合経営大学院

## 学術交流協定
アメリカ合衆国
- ジョージア工科大学
- テキサス大学ダラス校
- カリフォルニア大学アーバイン校

中華人民共和国
- 中国科学技術大学

インド
- インド工科大学カーンプル校